# 安倍晋三宅火炎瓶投擲事件
安倍晋三宅火炎瓶投擲事件（あべしんぞうたくかえんびんとうてきじけん）は、日本の山口県下関市において、第42回衆議院議員総選挙期間中の2000年（平成12年）6月から選挙後の同年8月にかけ、衆議院議員安倍晋三の自宅や地元事務所をめがけ5回にわたり元指定暴力団工藤會系組員により火炎瓶が投げ込まれた事件である。

## 事件発生
投擲は以下の5回であった。
- 6月14日午前3時13分頃、安倍事務所の入居する建物と誤認して、約400m離れた5階建て結婚式場。窓ガラスを損壊[2][6]。安倍が第42回衆議院議員総選挙に立候補を届け出た翌日のことであった[8][9]。
- 6月17日午前3時頃、安倍の自宅の倉庫兼車庫。乗用車3台が全半焼[3]。
- 6月27日午後5時半から翌28日午前9時頃、安倍事務所。火炎瓶2本が見つかり、ガラス2枚が割られたが、建物への引火には至らなかった[6]。安倍が衆議院議員に再選されて2日たった頃のことであった[10]。
- 8月14日午前4時1分頃、後援会事務所。窓ガラスを損壊[2]。
- 8月14日午前4時23分頃、自宅車庫。乗用車を損壊[2]。

## 捜査、裁判
福岡県警察・山口県警察は合同捜査本部を設置。2003年11月11日、6人が非現住建造物等放火未遂などの容疑で逮捕され、同年12月3日福岡地方検察庁小倉支部は、非現住建造物等放火罪などで4人を起訴、2人を処分保留とした。
暴力団組長に犯行を依頼した土地ブローカーは、かねて面識のあった安倍の秘書に対し、「1999年の下関市長選挙において、安倍が支持する候補者の対立候補を中傷するビラをまき、安倍側推薦候補の当選に寄与した」と主張。秘書に対し500万円の支払いを要求した。秘書側は300万円を工面、絵画代金支払いを名目に支払ったものの、それ以上の金員の支払いを拒絶。土地ブローカーは恐喝罪で逮捕されるに至った。（参照：1999年下関市市長選中傷デマビラ事件）
ブローカーは起訴猶予となり釈放されたものの、「安倍の秘書にはめられ不当に警察に逮捕された」として民事の損害賠償で安倍側を訴えられないかと、相次いで３人ほどの弁護士に相談。しかしいずれも拒否された。以上の経緯から、恨みを募らせ、親交のあった暴力団員と共謀して報復を図ったものとされる。2006年7月12日、福岡地方裁判所小倉支部（野島秀夫裁判長）で論告求刑公判が開かれた。裁判では、①秘書側から絵画代金支払いを名目に300万円が支払われたこと、②土地ブローカーは「選挙に協力したにもかかわらず、安倍の秘書にはめられて逮捕され、決まっていた仕事も流れてしまった」と周辺の者に語り、金銭賠償を欲していたこと、③選挙妨害活動のみならずスーパー進出に伴う土地計画問題をめぐって安倍事務所側とトラブルになっていたこと、④土地ブローカーから依頼を受けた暴力団組長がこの件はうまくいけば億の金になる仕事だと言っていたこと等が認定されている。
2007年3月1日福岡高等裁判所（濱崎裕裁判長）は、元指定暴力団工藤會系組員に対する懲役10年の一審判決を支持、控訴を棄却した。同年3月9日福岡地方裁判所小倉支部は、「反社会的な犯行で極めて悪質」として3人に懲役20年・13年・12年の判決を言い渡した。
有罪とされたのは以下の4人。
- 指定暴力団工藤會系高野組組長 - 犯行を指示したとして懲役20年[2][4]
- 建設土木会社社長（土地ブローカー） - 襲撃を依頼したとして懲役13年[2][4]
- 高野組副組長 - 実行犯として懲役12年[2][4]
- 工藤會系組員 - 懲役10年[13]

## 事件後の経過
「選挙妨害疑惑」報道
雑誌『月刊現代』2006年12月号は、「共同通信が握りつぶした安倍スキャンダル」と題する記事において「1999年4月の下関市長選挙で安倍は江島潔を推していたが、安倍の秘書が土地ブローカーに対し対立候補の中傷文書をまくことを指示。土地ブローカーは、仕事を遂行したものの安倍側から約束の見返りがなされなかったとして反発、知り合いの暴力団組長に火炎瓶投げ入れを依頼したとする。（参照：1999年下関市市長選中傷デマビラ事件）
共同通信社会部取材チームに対し、安倍秘書・土地ブローカー双方が会談した事実を認めた。取材チームは、両者が交わした念書の存在を確認した。しかし配信直前に記事は差し止められた」などと伝えた。
毎日新聞の取材に対し、当の秘書は、問題の土地ブローカーとは元下関市長から紹介されて10年近くの付き合いであり、300万円の支払いについては、執拗に迫られるのでノイローゼのようになり、問題の土地ブローカーが絵を持ってきたので支払ったものとしている。一方、土地ブローカーは安倍後援会関係者がなぜか絵画を売って欲しいと、何度も彼に頼みこんできたため、うるさいので販売した、その代金として300万円を受取ったとしている。この件では、土地ブローカーは起訴猶予処分となり、早期に釈放されている。
日本共産党（左派）系紙『 長周新聞』は、土地ブローカーが安倍派の推す候補を支援し対立候補の選挙妨害をした結果、土地ブローカーが金銭を要求したとの説をとっている。後にジャーナリストの山岡俊介は、土地ブローカーが秘書からの金銭提供については断ったと述べていること、問題の絵が実際に土地ブローカーが語った別の人物の所にあったこと、起訴されなかったことから、土地ブローカーは安倍事務所側からはめられたのではないかと見ている。
共同通信社出身のジャーナリスト、青木理と魚住昭は、問題の秘書にインタビューし、その内容を『月刊現代』（2006年12月号）に発表している。その記事によると、当の秘書は、対立候補の女性スキャンダルを扱った週刊誌記事を土地ブローカーに見せ、「それで、僕は『こんな記事が出るヤツは国会議員の資格がない』と言うた」と、スキャンダル記事を見せた事実は認めたが、中傷ビラをまけとは言っていない、とインタビューで答えている。
これに対し、ジャーナリストの山岡俊介と寺澤有は、安倍事務所側が土地ブローカーに見返りを約した念書があるとの噂があったことから、2014年に安倍事務所のかつての筆頭秘書（先の秘書とは別の人物で、さらに以前には山口県警の警視であった）であった人物にインタビューしたところ、当人はあっさり認め、ただし、それは大したものではないとの回答されたという。しかし、山岡らは、報酬を値切ったというような矮小な事件ではなく、スーパー進出に絡む道路計画の変更やその他もろもろの利権が絡む、大きな事件の可能性もあるのではないかと指摘していた。このスーパー進出に伴う土地計画問題をめぐっての対立の可能性は、火炎瓶事件関係者の逮捕後に読売新聞でもショッピングセンター進出をめぐる問題として指摘されている。
2018年6月、山岡俊介は、同年2月に満期出所した土地ブローカーに取材を行った。そこで安倍事務所の筆頭秘書と交わした3通の署名・捺印入り念書を入手したと報じ、「安倍事務所が選挙妨害を頼んでいたと思わないわけにはいかない」と評した。内訳は２通の確認書と筆頭秘書から土地ブローカーへの面会の「願書」(ねがい書）である。これらから、山岡らは、土地ブローカーの支持する候補を安倍事務所が推す約束で代わりに対立候補の選挙妨害を行うことを安倍事務所の秘書側が依頼したのではないか、対立候補はいずれ市長から衆院選に立候補し安倍の有力ライバルになる人物とみて、安倍事務所側ではどうでも落とす必要があると考えたこと、ところが、安倍事務所側は約束した土地ブローカーの支持候補ではなく実際には自派に近い候補を推したことや、先述のスーパー関係の利権をめぐる諍いから、土地ブローカーと対立、安倍自身も土地ブローカーと会って２時間にもわたって会談したものの、関係を切るためにわずか300万円を手切れ金として渡そうとしたか、それを拒否されて他の者の絵画購入に見せかけて土地ブローカーを罠にはめ、これを恐喝として警察に逮捕させたため、土地ブローカーは怒って、このようなことをした可能性があるのではないかと述べている。山岡らによれば2018年のこの会見後、元社長側は、山岡らとの接触を断つようになったという。
| 候補者名 | 年齢 | 党派               | 新旧 | 経歴                                                  | 得票数  | 備考 |
| -------- | ---- | ------------------ | ---- | ----------------------------------------------------- | ------- | ---- |
| 江島潔   | 42   | 無所属、自民党推薦 | 現   | 下関市長（1期）、元東亜大学講師、元千代田化工建設技師 | 7万5296 | 当選 |
| 古賀敬章 | 46   | 無所属、民主党推薦 | 新   | 元衆議院議員、元山口県議会議員                        | 3万2261 |      |
| 亀田博   | 62   | 無所属             | 元   | 沖縄大学教授、元下関市長（1期）、元自治省官僚         | 2万4830 |      |

国会質疑
2018年7月17日、参議院内閣委員会で、判決文で認定されたような暴力団とつながりのある人物に対し選挙妨害の仕事を依頼した経歴は、統合型リゾート（IR）実施法案の求めるカジノ管理委員会任命者の廉潔性に照らし適格なものか、を問われた。また、同日の参議院内閣委員会においても自由党山本太郎議員から追及質疑をうけている。山本議員によれば、数か月間にわたって地方紙に至るまで調査したものの、安倍事務所側はこの事件について「捜査中なのでコメントしない」「公判中なのでコメントしない」といった形で、恐喝の元となる選挙妨害依頼が実際にあったのかどうかについては、何ら明確なことを語っていないという。安倍首相（当時）の山本議員への答弁は、自分は恐喝の被害者であり、（300万円支払ったことには触れずに）自分が要求を断ったからこそ被害に遭ったというもので、恐喝の元となった対立候補への選挙妨害依頼が実際にあったのかどうかについては、何ら回答なく、そのままとなった。なお、当時の新聞報道や後の安倍昭恵夫人の談話、放火未遂事件の判決文等いずれにおいても放火されたのは人のいなかった車庫とされているにもかかわらず、この国会答弁中、山本太郎議員が車庫が放火された旨述べたことに対し、安倍自身は放火されたのは車庫ではなく、自分と昭恵夫人の寝ていた家屋であると主張している。